# Писарівка (Тернопільський район)
Пи́сарівка —  село в Україні, у Нараївській сільській громаді Тернопільського району Тернопільської області. До 5 квітня 2019 року підпорядковане Рекшинській сільраді. 
Населення — 86 осіб (2007). Дворів — 38.

## Географія
На північно-східній околиці села річка Біла впадає у Золоту Липу.
У селі є 1 вулиця Дунаївська.

### Клімат
Для села характерний помірно континентальний клімат. Писарівка розташована у «холодному Поділлі» — найхолоднішому регіоні Тернопільської області.
| Клімат Писарівки          | Клімат Писарівки | Клімат Писарівки | Клімат Писарівки | Клімат Писарівки | Клімат Писарівки | Клімат Писарівки | Клімат Писарівки | Клімат Писарівки | Клімат Писарівки | Клімат Писарівки | Клімат Писарівки | Клімат Писарівки | Клімат Писарівки |
| Показник                  | Січ.             | Лют.             | Бер.             | Квіт.            | Трав.            | Черв.            | Лип.             | Серп.            | Вер.             | Жовт.            | Лист.            | Груд.            | Рік              |
| Середній максимум, °C     | −1,4             | 0,0              | 4,8              | 12,9             | 18,9             | 22,1             | 23,5             | 22,9             | 18,5             | 12,7             | 5,5              | 0,6              | 11               |
| Середня температура, °C   | −4,3             | −2,8             | 1,3              | 8,1              | 13,6             | 16,8             | 18,2             | 17,5             | 13,5             | 8,2              | 2,7              | −1,8             | 7                |
| Середній мінімум, °C      | −7,1             | −5,6             | −2,2             | 3,4              | 8,3              | 11,6             | 12,9             | 12,1             | 8,5              | 3,8              | −0,1             | −4,2             | 3                |
| Норма опадів, мм          | 33               | 32               | 34               | 49               | 76               | 89               | 94               | 71               | 56               | 40               | 38               | 41               | 653              |
| ------------------------- | ---------------- | ---------------- | ---------------- | ---------------- | ---------------- | ---------------- | ---------------- | ---------------- | ---------------- | ---------------- | ---------------- | ---------------- | ---------------- |
| Джерело: climate-data.org |                  |                  |                  |                  |                  |                  |                  |                  |                  |                  |                  |                  |                  |

## Історія
Перша писемна згадка — 1702 як хутір.
12 червня 2020 року, відповідно до розпорядження Кабінету Міністрів України № 724-р «Про визначення адміністративних центрів та затвердження територій територіальних громад Тернопільської області» увійшло до складу Нараївської сільської громади.
19 липня 2020 року, в результаті адміністративно-територіальної реформи та ліквідації Бережанського району, село увійшло до складу Тернопільського району.

## Пам'ятки
- Церква святого Архістратига Михаїла (2003),
- Капличка (відновлена 1990),
- «фігура» святого Яна Непомука (1816).

Діє млин.

## Галерея

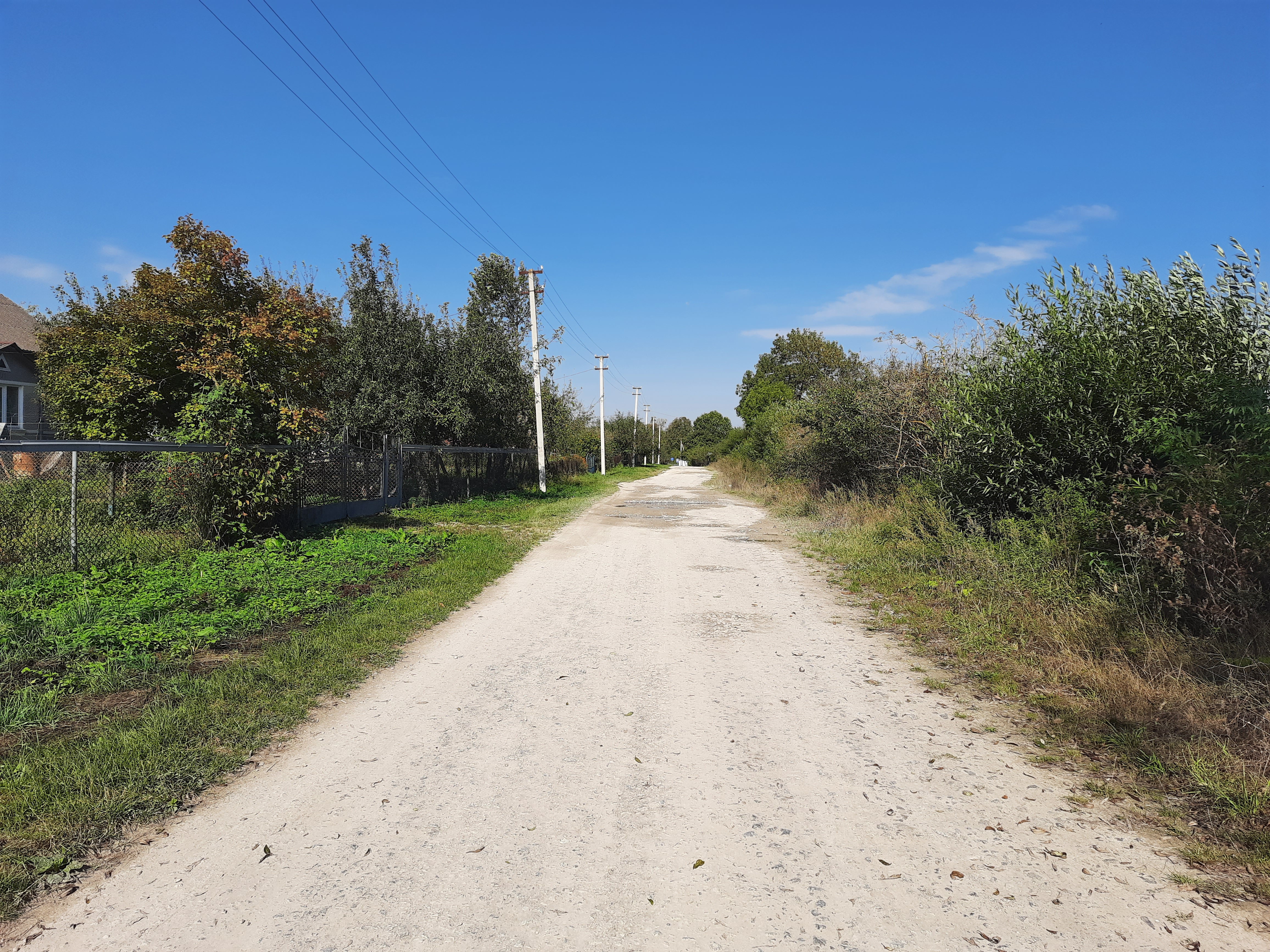
В'їзд у село
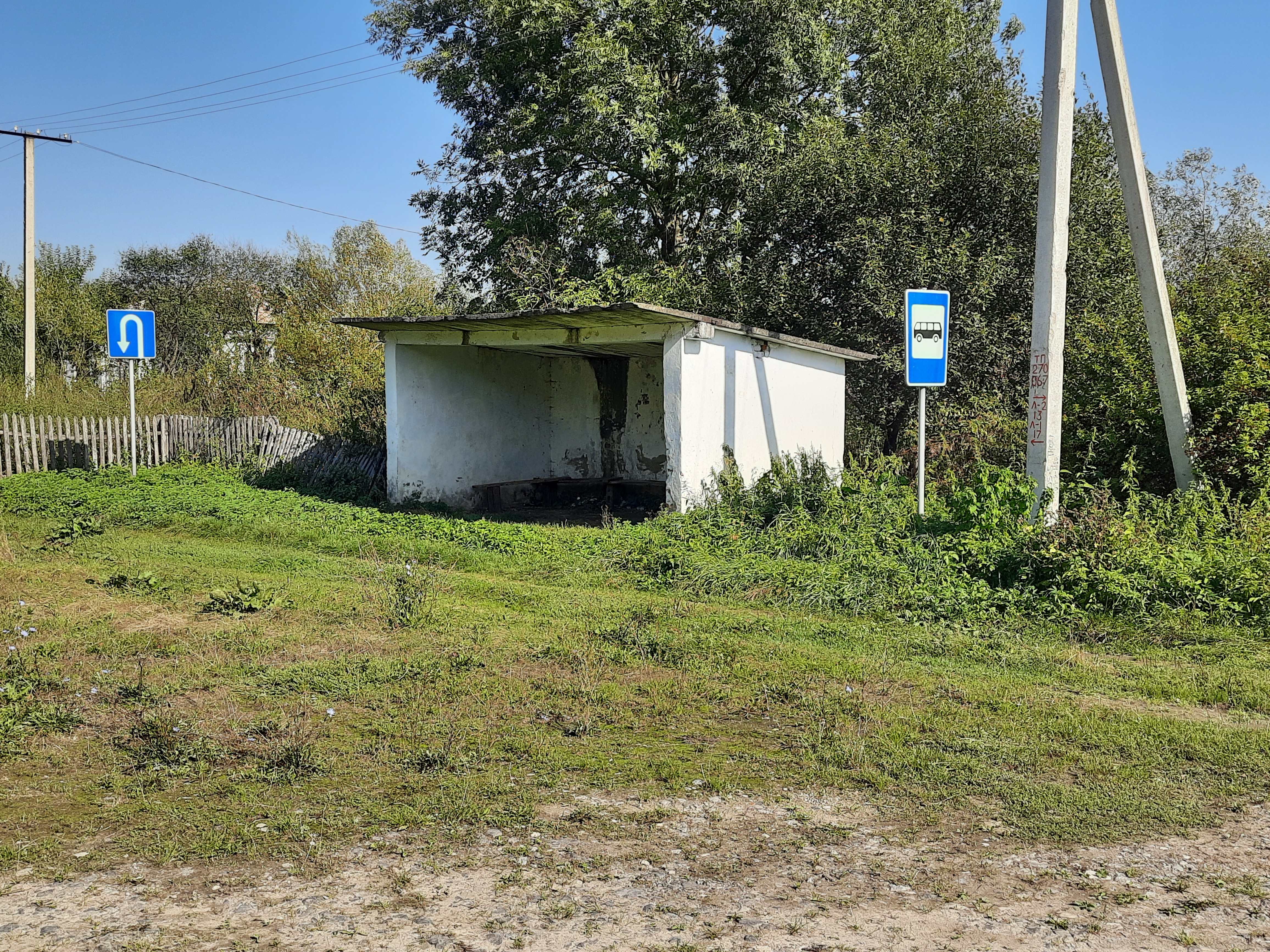
Автобусна зупинка

## Дивись також
- Дані про село на сайті Верховної Ради

| Україна | Це незавершена стаття з географії України. Ви можете допомогти проєкту, виправивши або дописавши її. |